# Ларингеальна трубка
Ларингеальна трубка (також відома як King LT) — пристрій для забезпечення прохідності дихальних шляхів, розроблений як альтернатива іншим методам, таким як маскова вентиляція, ларингеальна маска та інтубація трахеї. Цей пристрій можна вводити наосліп через ротоглотку до гортані, щоб забезпечити прохідність дихальних шляхів під час анестезії та серцево-легеневої реанімації, наприклад, для штучної вентиляції легень.